# Prueba de Barnard
En estadística, la prueba de Barnard es una prueba exacta utilizada en el análisis de tablas de contingencia. La prueba fue publicada por primera vez por George Alfred Barnard, (1945, 1947) quien afirmó que esta prueba es una alternativa de la prueba exacta de Fisher para tablas 2 × 2 de contingencia. Una barrera anterior al uso generalizado de la prueba de Barnard era probable la dificultad computacional de calcular el valor de p; hoy en día, los ordenadores pueden aplicar la prueba de Barnard en unos pocos segundos, incluso para muestras de gran tamaño.

## Características
La prueba de Barnard se utiliza para probar la independencia de filas y columnas de una tabla de contingencia. La prueba asume que cada respuesta es independiente. Bajo la independencia, hay tres tipos de diseños de estudios que arrojan una tabla 2 × 2. Para distinguir los diferentes tipos de diseños, supongamos que un investigador está interesado en probar si un tratamiento cura rápidamente una infección. Un diseño de estudio posible sería: una muestra de 100 sujetos infectados, al azar darles el tratamiento o el placebo, y ver si la infección sigue presente después de un tiempo determinado. Este tipo de diseño es común en estudios transversales. Otro diseño de estudio posible sería dar a 50 sujetos infectados el tratamiento, 50 sujetos infectados el placebo, y ver si la infección sigue presente después de un tiempo determinado. Este tipo de diseño es común en los estudios de casos y controles. El diseño final posible sería dar a 50 sujetos infectados el tratamiento, a 50 sujetos infectados el placebo, y detener el experimento una vez que un número determinado de individuos se ha curado de la infección. Este tipo de diseño es poco común, pero tiene la misma estructura que el té degustación de señora estudio que conducen a que Fisher cree la prueba exacta de Fisher. La probabilidad de una tabla de 2 × 2 en virtud del primer diseño del estudio está dada por la distribución multinomial ; el segundo diseño de estudio está dada por el producto de dos independientes distribuciones binomiales ; el tercer diseño está dada por la distribución hipergeométrica.
La diferencia entre la prueba exacta de Barnard y la prueba exacta de Fisher es cómo manejan los parámetros molestos de la probabilidad de éxito común al calcular el valor p . La prueba de Fisher evita la estimación de los parámetros molestos por el condicionamiento en los márgenes, una estadística aproximadamente ancilar . La prueba de Barnard considera todos los valores posibles de los parámetros molestos y elige los valores que maximizan el valor p .
Ambas pruebas tienen tamaños inferiores o iguales a la tasa de error tipo I. Sin embargo, la prueba de Barnard puede ser más poderosa que la prueba de Fisher porque considera tablas más "como o más extremas" al no condicionar en ambos márgenes. De hecho, una variante de la prueba de Barnard, llamada prueba de Boschloo, es uniformemente más poderosa que la prueba exacta de Fisher.  Mehta y Senchaudhuri ofrecen una descripción más detallada de la prueba de Barnard.

## Críticas
Bajo la presión de Fisher, Barnard retractó su prueba en un artículo publicado, sin embargo, la mayoría de los investigadores prefieren usando la prueba exacta de Barnard sobre la prueba exacta de Fisher para analizar tablas de contingencia 2 × 2. La única excepción es cuando la verdadera distribución de muestreo de la tabla es hipergeométrica. La prueba de Barnard se puede aplicar a tablas más grandes, pero el tiempo de cálculo aumenta y la ventaja de potencia disminuye rápidamente.  No está claro qué estadística de prueba se prefiere al implementar la prueba de Barnard; sin embargo, la mayoría de las estadísticas de prueba producen pruebas uniformemente más potentes que la prueba exacta de Fisher.